# Ernest Schelling

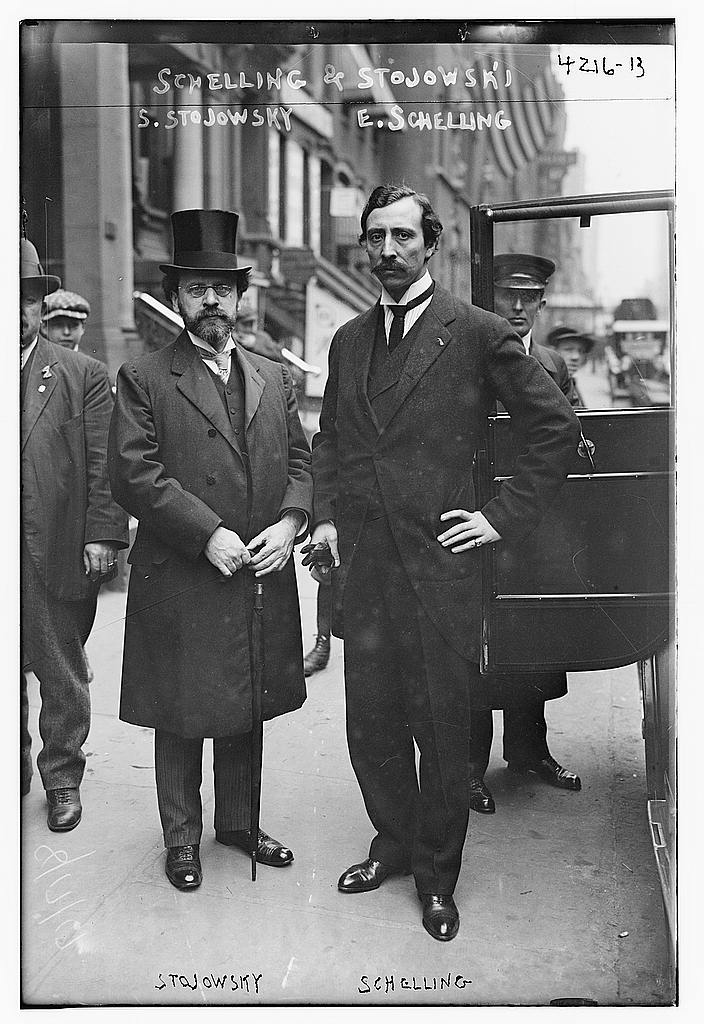
Zygmunt Stojowski ed Ernest Schelling il 18 maggio 1917 per il funerale di Guillaume Stengel

Ernest Henry Schelling (Belvidere, 26 luglio 1876 – Manhattan, 8 dicembre 1939) è stato un pianista, compositore, direttore d'orchestra e direttore musicale statunitense. Fu direttore dell'Orchestra Sinfonica di Baltimora dal 1935 al 1937.

## Biografia
Schelling era un bambino prodigio e il suo primo insegnante fu suo padre. Debuttò all'Accademia di Musica di Filadelfia, in Pennsylvania, all'età di 4 anni. All'età di 7 anni Schelling si recò in Europa per studiare. Fu ammesso al Conservatorio di Parigi. Mentre era in Europa lavorò con molti grandi maestri tra cui Percy Goetschius, Hans Huber, Richard Barth, Moritz Moszkowski e Theodor Leschetizky.
All'età di 20 anni nel 1896, iniziò a studiare con Ignace Paderewski e fu il suo unico allievo per tre anni. Girò l'Europa e il Nord e il Sud America, guadagnandosi la reputazione di straordinario pianista.
La sua prima moglie fu Lucie Howe Draper, che sposò il 3 maggio 1905 a Manhattan, New York City. Morì il 4 febbraio 1938 nella loro casa estiva a Losanna, in Svizzera.
Sposò la sua seconda moglie, Helen Huntington "Peggy" Marshall, l'11 agosto 1939, quando lei aveva 21 anni e lui ne aveva 63. Era la figliastra del filantropo Brooke Astor e nipote di Vincent Astor.
Morì di embolia cerebrale nella sua casa di Manhattan, a New York City, l'8 dicembre 1939. La sua sposa da appena quattro mesi gli era a fianco nel suo letto di morte.

## Compositore
Schelling ha scritto numerosi lavori per pianoforte, orchestra e gruppi da camera che sono stati eseguiti spesso nel corso della sua vita, ma da allora sono usciti dal repertorio. Il suo lavoro più popolare è stato A Victory Ball, un poema sinfonico per orchestra basata su una poesia contro la guerra di Alfred Noyes. Willem Mengelberg e la New York Philharmonic Orchestra hanno realizzato una prima registrazione elettrica della musica per la Victor Talking Machine Company.

## Onorificenze
Fu eletto membro onorario della Fraternità Phi Mu Alpha Sinfonia, la fraternità nazionale per gli uomini nella musica nel 1917, dal capitolo Alpha della Fraternità al Conservatorio di musica del New England a Boston, Massachusetts.
Schelling fu il primo direttore dei Young People's Concerts della New York Philharmonic. Il primo concerto si tenne il 27 marzo 1924. I concerti erano stati pensati per incoraggiare l'amore per la musica nei bambini. Combinarono lo spettacolo dell'orchestra con una lezione su un aspetto o l'altro dell'orchestra o della musica stessa con un'immagine o una dimostrazione, in modo che i bambini venissero esposti ad una varietà di stimoli. I concerti furono molto apprezzati dai bambini e dai loro genitori. Schelling tenne questi concerti a New York e li portò anche in viaggio. Città come Filadelfia, Londra, Rotterdam e Los Angeles li hanno ospitati.